# Yingde
Yingde (英德市S, YīngdéP) è una città-contea della Cina, situata nella provincia del Guangdong e amministrata dalla prefettura di Qingyuan.